# 祁寯藻
祁寯藻（1793年—1866年），字叔穎，一字淳甫，避同治帝諱改为實甫，號春圃、息翁，山西壽陽人，清朝著名詩人、書法家、大臣。諡號文端。

## 生平
嘉慶十九年（1814年）中進士，由庶吉士授編修。
道光七年至十三年（1827年-1833年），祁寯藻先後任文淵閣校理、詹事府右春坊右中允、日講起居注官、翰林院侍講學士、國子監祭酒、通政司副使、光祿寺卿、内閣學士兼禮部侍郎等職。
十六年服闋後，任兵部右侍郎，轉左侍郎，簡放江寧提督學政。
十九年，調吏部左侍郎，旋擢都察院左都御史。
二十年，補授兵部尚書，上查禁鴉片條陳。
二十一年，調戶部尚書，奉旨在軍機大臣上行走，歷十年。
二十九年，命充上書房總師傅，同年七月授協辦大學士。
三十年六月，授體仁閣大學士。
咸豐元年（1851年）起， 兩任首席軍機大臣。
二年，賞加太子太保銜。
四年，因反對肅順重用湘軍，以病致仕。
同治元年（1862年），授命復出，以大學士銜補授禮部尚書，在弘德殿授皇帝讀。
五年（1866年），病卒北京，諡文端。

## 家族
祁寯藻父親為曾任寶泉局监督的祁韻士；弟弟為祁宿藻，官至江寧布政使。

## 學術
祁雋藻為學主張訓詁，明義理，調和漢學宋學之爭。他與程恩澤都是近代倡導宋詩的代表詩人，為詩主張不論窮通顯晦，都要溫柔敦厚，要講究“學識”和“性情”。所作學杜甫、韓愈、蘇軾，具見功力。他較有現實內容的詩如敘事的《紀事》，反映人民疾苦的《感河南直隸二案時久不雨》《肩輿道覆夷於右臂作此自遣》，讚頌為民興利的官吏的《藍公教織歌》等，為數不多。
他的詩大多是詠物、寫景、感恩、扈從、官場應酬之作,但能顯出學問、性情。陳衍《石遺室詩話》以為他是“道、鹹間鉅公工詩者，素講樸學，故根柢深厚，非徒事吟詠者所能驟及”。常與唱和的“勁敵”是程恩澤。陳衍很欣賞其《題䜱䜪亭集》《自題䜱䜪亭圖》詩，以為“證據精確，比例切當，所謂學人之詩也，而詩中帶著寫景言情，則又詩人之詩矣”。又欣賞其“寫景之工者”，如《望廬山》《次韻樹齋夏夜步月越王山麓》等篇。所以他選《近代詩鈔》，以祁詩冠首，入選者達119首之多，對後來“同光體”詩人有較多影響。

## 著述
祁寯藻儒學博大精深，精訓詁，善詩賦，曾給道光、咸豐、同治三帝當講官與老師，還教同治書法，世稱“三代帝師”。
著作有《馬首農言》、《入山記》、《勤學齋筆記》、《京口山川考》等，其傳世的書法墨寶及碑刻亦甚多。
還著有《䜱䜪亭集》32卷、《後集》12卷，有咸豐刻本。

## 轶事
咸丰四年（1854年）八月曾国藩湘军攻克太平军占领的武汉，咸丰帝闻捷色喜说，没想到曾某一书生“乃能建此奇功”。在傍的祁寯藻却道：“曾国藩以侍郎在籍，犹匹夫耳。匹夫居闾里，一呼，蹶起从之者万余人，恐非国家福也。”

## 影視形象
中國大陸電視劇《天地民心》以祁寯藻為主角，全劇由袁弘（為官之前）、成泰燊領銜主演。

## 延伸阅读
[在维基数据编辑]
 在维基文库阅读此作者作品（ 在维基共享资源阅览影像）
 《清史稿·卷385》，出自趙爾巽《清史稿》